# Eric Mc
Pour les articles homonymes, voir Eric (homonymie).
Pour l’article ayant un titre homophone, voir Héric (homonymie).
Eric Mc, de son vrai nom Ayaovi Eric Mensah, né le 1er septembre 1966 à Aného, est un rappeur auteur-compositeur-interprète, disc jockey et activiste révolutionnaire togolais. Il est considéré comme l'un des pionniers et crédité comme celui ayant lancé la musique hip-Hop au Togo.

## Biographie

### Enfance et études
Ayaovi Eric Mensah est né en 1966 dans la ville côtière d'Aného. Il fait ses études primaires et secondaires entre le Togo et Abidjan (Côte d’Ivoire). Déjà sur les bancs d'école, il se passionne pour la musique malgré l'opposition de ses parents.

### Début de carrière

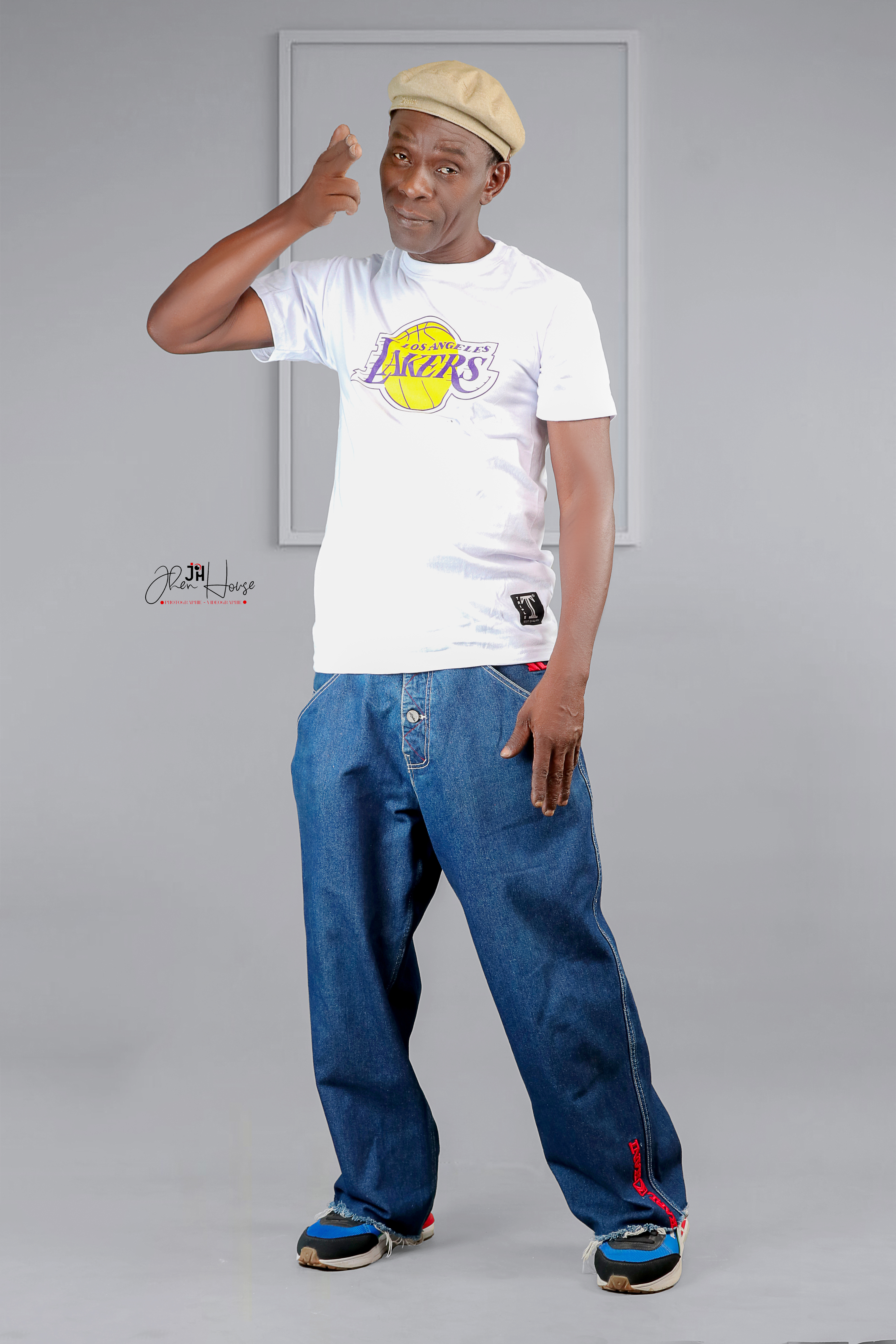
Eric Mc dans le style Hip-Hop au Togo.

Après un séjour au Nigéria où il apprend le maniement de la platine à la Jat Sound Studio, il retourne à Lomé pour débuter comme disc jockey et s'associe au groupe Sound System comme organisateur de concerts. Il collabore ensuite avec le groupe de hip-hop ivoirien Ras sur leur 2e album.
En 1994, il met en place son premier groupe dénommé Blaaknigga, avec Fréjus Hyacinthus et enregistre son premier single titré Love me Blague me qui interpelle sur la pandémie de sida qui fait rage à l’époque au Togo.
Eric Mc n'a pas la sympathie du pouvoir en place au Togo à cause de ses textes engagés. Bon nombre de ses chansons font l'objet de censure dans la presse et d'autres médias. Ses concerts et d'autres projets musicaux sont également annulés. En 2006, il est contraint à l'exil.

## De la musique à la politique
Le 4 septembre 2017, Eric MC fonde le mouvement des Artistes engagés du Togo (MAET),, afin d'entamer une campagne de dénonciation de cette stigmatisation par des lettres envoyées aux institutions du Togo, notamment la présidence, la primature, l'Assemblée nationale, l'Ambassade de France au Togo et même aux organismes de défense des droits de l'homme qui restent sans réponse.
Le mouvement est dissous le 9 décembre 2019, mais certains membre comptent poursuivre la lutte comme des « leaders d’opinion » pour contribuer à l’enracinement de la démocratie.
En 2012, ayant pour mission de réclamer les réformes institutionnelles et constitutionnelles, Eric Mc avec la collaboration de ses camarades artistes engagés crée le collectif Y’en a marre Etiame en langue Éwé à l’image de l’organisation de la société civile Y’en a marre du Sénégal en se joignant au parti politique Collectif Sauvons le Togo (CST). Plus tard le collectif CST décide d’aller aux législatives en 2013 malgré la non-réalisation des réformes demandées, ce qui causa le démantèlement du collectif. Eric Mc poursuit son combat en voulant se présenter à l'élection présidentielle togolaise de 2015,,. Il milite pour la mise en place du RSA ou RUS (Revenu universel de solidarité) à 35 000 francs CFA et un smig à 50 000 francs CFA et au sein du Mouvement des artistes engagés pour le Togo Debout d'où il y défend ses convictions politiques, publiques, culturelles et sociales.
En 2017 à 2018, il se joint au parti à la campagne de Batir (parti qui soutient le chef de l’État sortant Faure Gnassingbé),et lance  un album pour exiger la libération de l'homme politique Pascal Bodjona.

## Engagement social
En dehors de ses textes, il manifeste son engagement aux côtés d'ONG à travers le Togo et décide de s'intéresser désormais au social, à la vie des jeunes, à l’environnement et autres, mais pas de la politique,.
Il est élu président du Comité du développement de quartier (CDQ) d’Adjigo Kopé (une commune du Golfe 6 à Baguida) en 2023 pour trois ans.

## Ouvrages
- Eric Mc, Eric Mc, le vieux père et la révolution du Hip-Hop, Éditions Awoudy, coll. « Rideau », 1er mars 2022, 112 p., 14 × 21 cm (ISBN 9782373163124)[22],[23].

## Discographie
- 2000 : Adjamofo[24]
- 2005 : Mimbo Mofo[1]
- 2010 : L'Exilé[25]

### Singles
- 2004 : Lonlon nya (featuring Wedy) [28]
- 2017 : Schoolvi (remix)
- 2017 : Kpévi (featuring Choco Boys)
- 2008 : Togovi et Halte piraterie  (featuring Sol X-ray)[29]
- 2019 : Moupougan[30].

## Distinctions

### Récompenses
- 2012 : Double Prix du Meilleur Album Hip Hop par All Music Awards sur l'album Adjamofo[1],[31],[6],[32].
- 2013 : Lauréats des cinq (05) artistes ayant marqués les dix (10) ans du Hip-Hop togolais par All Music Awards[33].

## Concerts et scènes
Voici quelques-uns de ses concerts :
- 2008 : Tournée nationale au Togo entre novembre et décembre avec Sol X-ray[29],[35].
- 1992 : Première partie du concert de MC Solaar au Palais des congrès de Lomé[1].
- 2008 : Tournée Nationale au Togo entre 27 novembre et 27 décembre.
- 2014 : Concert de soutien au peuple togolais le 27 décembre à Hanoukopé[36].
- 2016 : Festival  de musique des enchainés dans la commune le 16 mai à Agbodrafo[37].
- 2018 : Concert dédicace à Bè Beach[38].
- 2018 : Concert pour la paix[39].
- 2022 : Concert live à Kpalimé[40].